# Sibnica, Sopot
Sibnica (izvirno srbsko Сибница) je naselje v Srbiji, ki upravno spada pod Mestno občino Sopot; slednja pa je del Mesta Beograd.

## Demografija
V naselju živi 569 polnoletnih prebivalcev, pri čemer je njihova povprečna starost 48,2 let (47,7 pri moških in 48,6 pri ženskah). Naselje ima 270 gospodinjstev, pri čemer je povprečno število članov na gospodinjstvo 2,53.
To naselje je v glavnem srbsko (glede na popis iz leta 2002), a v času zadnjih treh popisov je opazno zmanjšanje števila prebivalcev.
|  |

| Demografija | Demografija     | Demografija     |
| Leto        | Št. prebivalcev | Št. prebivalcev |
| ----------- | --------------- | --------------- |
|             |                 |                 |
|             |                 |                 |
|             |                 |                 |
|             |                 |                 |
| 1948        | 1567            |                 |
| 1953        | 1546            |                 |
| 1961        | 1346            |                 |
| 1971        | 1144            |                 |
| 1981        | 960             |                 |
| 1991        | 754             | 736             |
| 2002        | 715             | 686             |
|             |                 |                 |

| Etnična sestava po popisu iz leta 2002 | Etnična sestava po popisu iz leta 2002 | Etnična sestava po popisu iz leta 2002 | Etnična sestava po popisu iz leta 2002 | Etnična sestava po popisu iz leta 2002 |
| -------------------------------------- | -------------------------------------- | -------------------------------------- | -------------------------------------- | -------------------------------------- |
| Srbi                                   | Srbi                                   |                                        | 679                                    | 98,97%                                 |
| Hrvati                                 | Hrvati                                 |                                        | 1                                      | 0,14%                                  |
| Neznano                                | Neznano                                |                                        | 0                                      | 0,0%                                   |